# Jens Peter Jørgensen-Gandløse
Jens Peter Jørgensen, kendt som Jens Peter Jørgensen-Gandløse (5. januar 1848 i Nedre Værebro Mølle ved Roskilde – 9. oktober 1909 i Ganløse) var en dansk gårdejer og politiker.
Hans forældre var møller og gårdejer Jørgen Nielsen (1802-1875, gift 1. gang med Ane Cathrine Iversdatter, ca. 1798-1847, gift 1. gang med møller Lars Nielsen, ca. 1785-1823) og Gertrud Albrechtsdatter (1823-1900). Faderen var en velbeslået mand, idet han drev både landejendom, mølle, bageri, maltgøreri og stampeværk. Jørgensen modtog undervisning dels i hjemmet, dels i Jyllinge Folkeskole, kom på Grundtvigs og derefter på Arresødal Højskole. 1870 overtog han sin hustrus fødegård, Toftegård i Ølstykke, på 16 tdr. hartkorn og 1876 en mindre gård i Ganløse. Han blev gift 1. april 1870 i Ølstykke Kirke med Bodil Andersen (15. marts 1845 i Ølstykke – 9. maj 1915 i Ganløse, datter af gårdejer Anders Jørgensen (1812-1874) og Elsebeth Hansdatter (ca. 1822-1896). Fra 1880 var han sognerådsformand og 1886-88 medlem af Frederiksborg Amtsråd. 1896 blev han landvæsenskommissær.
Jørgensen var oprindeligt højremand, men provisorietidens politiske konflikt bevægede ham i retning af en forligssøgende midterpolitik inspireret af Lars Dinesen. Især syntes han, der var forsvarsven, at J.B.S. Estrups hårdnakkede politik for Københavns Befæstning på urimelig vis gjorde forsvarssagen til kastebold mellem partierne. Fra 1893 sluttede han sig ubetinget til agrarbevægelsen og udgav en serie velskrevne småskrifter. Han støttede Tage Reedtz-Thotts skattelove, men stillede sig i øvrigt kritisk både til hans og H.E. Hørrings ministerium, fordi han fandt, at de ikke tog landsbrugsspørgsmålet alvorligt nok.
Han blev den første formand for den sjællandske afdeling af Agrarforeningen og valgtes 1898 af agrariske højre- og venstremænd til landstingsmand for 2. landstingskreds. På Rigsdagen stod han uden for partierne og stræbte efter at etablere et egentligt agrarparti. Han blev dog kun støttet på tinge af H.C. Hansen-Kartofte, og da denne ved landstingsvalget 1902 ikke opnåede genvalg, stod han i sine sidste år ret isoleret i Landstinget. I modsætning til Christian Ahlefeldt-Laurvig så Jørgensen-Gandløse i de små jordbrug en modvægt mod socialismen, som han var stærk modstander af. Stordrift og socialisme hører sammen, sagde han, mens de små brug vil bidrage til at knytte arbejderen, husmanden til jorden lade ham føle sig som besiddende. Han så desuden hartkornsskatterne som uretfærdige.
Han var Dannebrogsmand.
Han og hustru er begravet på Ganløse Kirkegård.